# Hemimyzon confluens
Hemimyzon confluens är en fiskart som beskrevs av Maurice Kottelat 2000. Hemimyzon confluens ingår i släktet Hemimyzon och familjen grönlingsfiskar. IUCN kategoriserar arten globalt som sårbar. Inga underarter finns listade i Catalogue of Life.